# Гиз
Гиз (фр. Guise) — коммуна на севере Франции, регион О-де-Франс, департамент Эна, округ Вервен, центр одноименного кантона. Расположена в 38 км к северу от Лана и в 28 км к востоку от Сен-Кантена, в 23 км от национальной автомагистрали N2.  Через город протекает река Уаза.
Население (2018) — 4 731 человек.

## Достопримечательности
- Фамилистер (фр. Familistère) — жилой комплекс для рабочих, созданный как попытка воплощения утопической идеи фаланстера — дворца-коммуны. Фамилистер был построен в конце XIX века. Часть жилого комплекса используется как музей[2].
- Остатки шато Гиз (фр. Château de Guise), фамильной резиденции герцогов де Гиз[3].
- Церковь Святых Петра и Павла
- Памятник Камилю Демулену, уроженцу города

## Экономика
Структура занятости населения:
- сельское хозяйство — 0,6 %
- промышленность — 16,3 %
- строительство — 4,4 %
- торговля, транспорт и сфера услуг — 32,0 %
- государственные и муниципальные службы — 46,7 %

Уровень безработицы (2017) — 31,3 % (Франция в целом — 13,4 %, департамент Эна — 17,8 %). 

Среднегодовой доход на 1 человека, евро (2018) — 16 400 (Франция в целом — 21 730, департамент Эна — 19 690).

## Демография
Динамика численности населения, чел.

## Администрация
Пост мэра Гиза с 2010 года занимает Юг Коше (Hugues Cochet). На муниципальных выборах 2020 года возглавляемый им левый список победил в 1-м туре, получив 79,14 % голосов.
| Период | Период | Фамилия         | Партия                               | Примечания                            |
| ------ | ------ | --------------- | ------------------------------------ | ------------------------------------- |
| 1972   | 1977   | Жан Юссон       |                                      |                                       |
| 1977   | 2010   | Даниэль Кювелье | Социалистическая партия              | член Генерального совета департамента |
| 2010   |        | Юг Коше         | Социалистическая партия Разные левые |                                       |

## Галерея

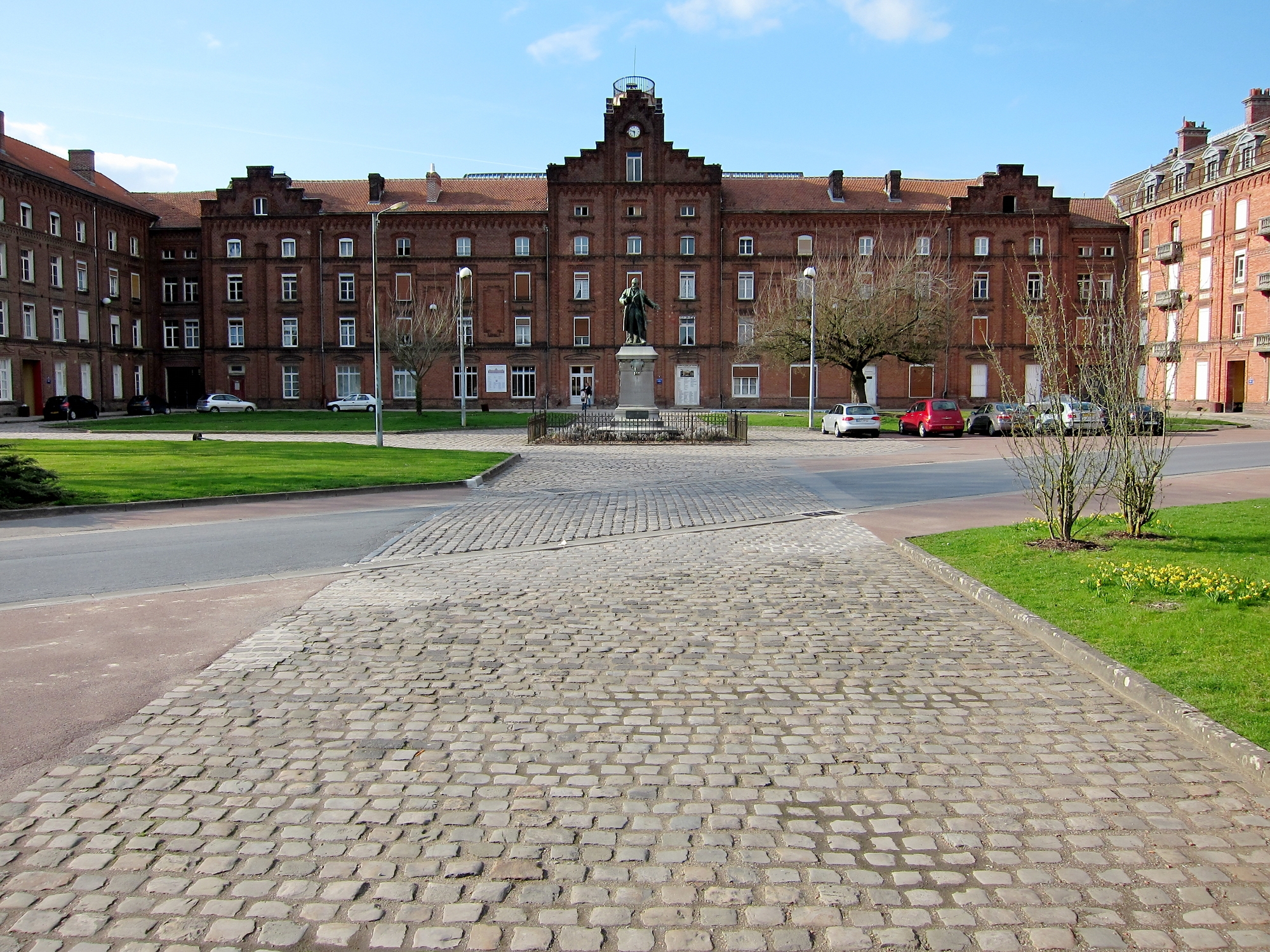
Внутренний двор Фамилистера
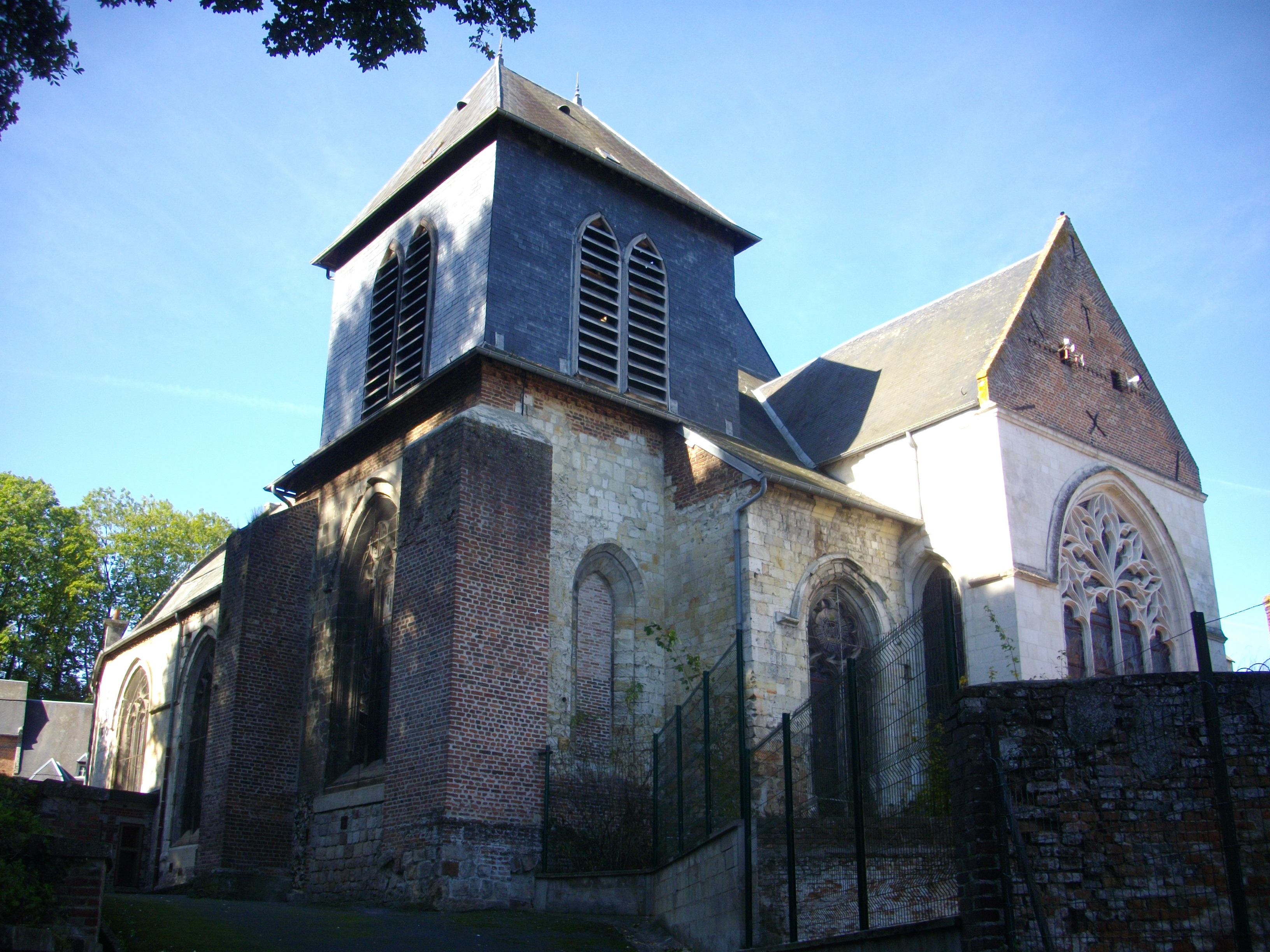
Церковь Святых Петра и Павла
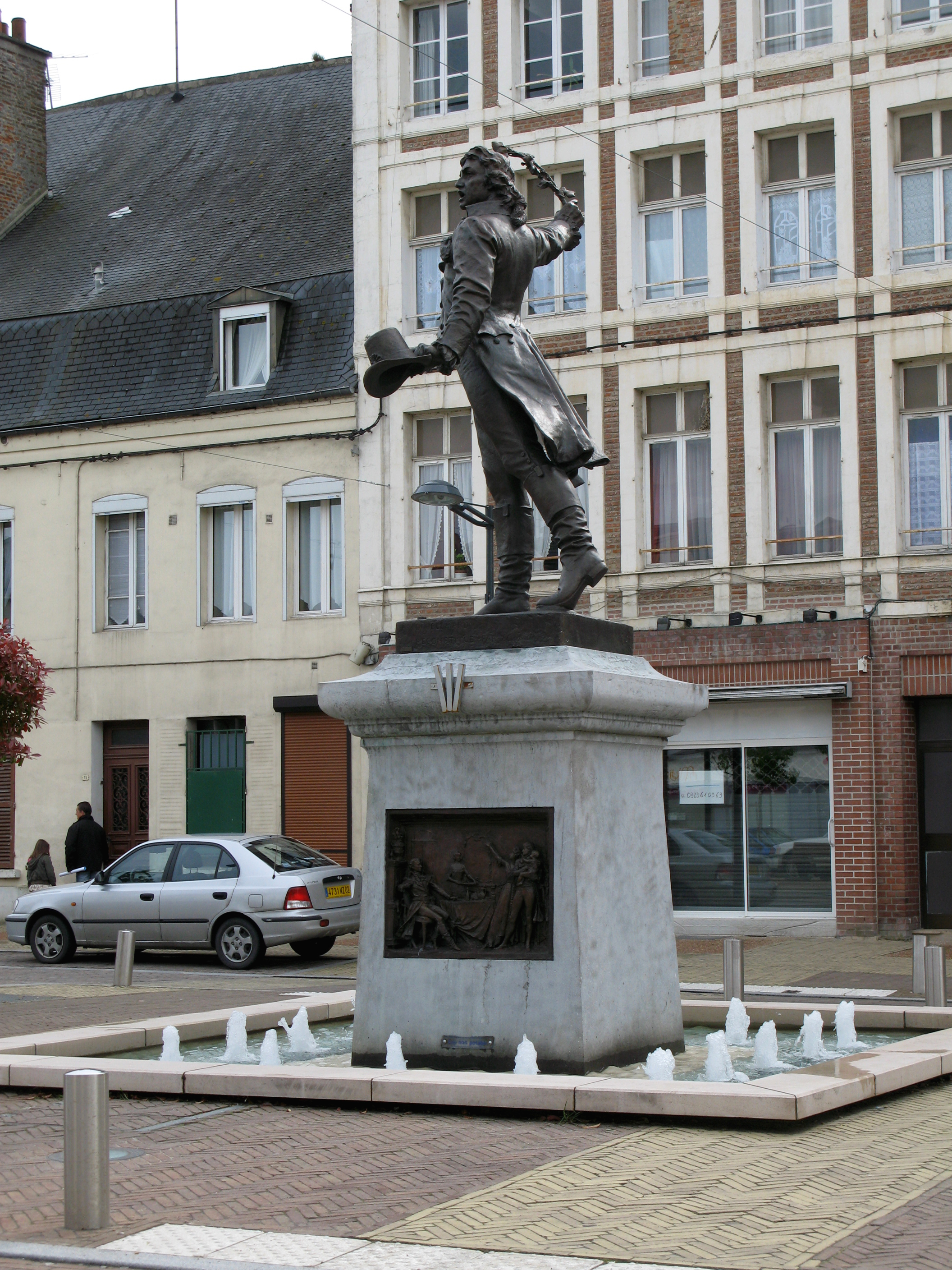
Памятник Камилю Демулену